# Przysłup (przełęcz w Górach Słonnych)
Przysłup (620 m n.p.m.) – przełęcz w Górach Sanocko-Turczańskich.
Jest to płytkie, zalesione obniżenie położone w głównym grzbiecie Gór Słonnych, pomiędzy nienazwanym wzniesieniem o wysokości 636,4 m n.p.m., a masywem góry Przysłup (658 m n.p.m.). Prowadzi tędy droga krajowa nr 28 z Sanoka do Przemyśla, która na odcinku Wujskie – Tyrawa Wołoska wznosi się ok. 260 m w górę, a następnie opada 280 m w dół, strome odcinki pokonując przy pomocy jednego z najdłuższych w Polsce ciągów serpentyn. Ok. 1 km na południowy zachód od Przysłupu urządzono parking widokowy, skąd roztacza się panorama na pasma Gór Sanocko-Turczańskich i Bieszczadów.

## Szlak turystyki pieszej
czerwony szlak Sanok – Przemyśl na odcinku Liszna – Słonna (638 m n.p.m.) – przełęcz Przysłup – góra Przysłup (658 m n.p.m.) – Słonny (668 m n.p.m.) – Rakowa